# 內法 (琉球)
內法指的是琉球群島存在的、為了維護間切與村的共同秩序而確定的成規。「內法」是琉球王府的官方用語，村民一般對其有村締、村固、村吟味等等稱呼。
根據琉球冊封使汪輯在《使琉球雜錄》中的記載，琉球民風淳樸，並無完備的法律制度，「國中不設廳，無聽訟之所」。琉球的習慣法被分為死刑和輕刑兩種，其中死刑分為凌遲、斬首、槍刺三種，輕刑分為流放、曝日（罰在正午時分曬太陽）、夾棍、枷項、鞭笞五種。
有鑑於用內法來判決會產生「事同刑異，輕重不均，難以剖決」的現象，琉球在1775年頒佈了第一部刑法的成文法《琉球科律》，又在1831年頒佈《新集科律》來補充其不足。但琉球民間用內法來判決罪行的風氣依然很盛，琉球王府認為這很不像話，但卻毫無辦法。王府在1860年《琉球科律》和《新集科律》中的要點拿出來制定了《法條》，向民眾宣傳，以防犯罪於未然。
1879年日本吞併琉球以後，以其故地設置沖繩縣。沖繩縣廳最初執行舊慣溫存政策來安撫琉球人，內法在琉球得以延續，其中著名的內法判決事件為1879年的贊成事件和1907年的具志頭制縛致死事件。1908年，日本施行町村制，內法判決事件在各地頻頻發生。1916年，松原一意與首里署長在《琉球新報》上做了改善內法的連載，此後內法逐漸式微，在沖繩島戰役前基本已被消滅。